# Chizau
Chizau (biał. Хізаў; ros. Хизов, Chizow; pol. hist. Chizów) – agromiasteczko na Białorusi, w obwodzie homelskim, w rejonie kormańskim, w sielsowiecie Starahrad, nad Dobryczą.

## Historia
W XIX i w początkach XX w. położony był w Rosji, w guberni mohylewskiej, w powiecie rohaczewskim, w gminie Dowsk. Znajdowały się tu wówczas cerkiew i młyn.
Następnie w granicach Związku Sowieckiego. Od 1991 w niepodległej Białorusi.
Urodził tu się prawosławny biskup Gleb (Sawin).